# Болотін Сергій Леонідович
Сергій Леонідович Болотін — український астроном, який спеціалізується на небесній механіці, геодинаміці, астрофізиці, астрометрії, астрономії, геодезії. Лауреат Премії імені Є. П. Федорова.

## Біографія
У 1990 р. закінчив Київський ордена Леніна і ордена Жовтневої Революції державний університет імені Т. Г. Шевченка.
В 2000 р. в числі співавторів став лауреатом Премії імені Є. П. Федорова за серію робіт «Теорія та практика застосування методу довгобазової радіоінтерферометрії (РНДБ) в астрометрії та геодинаміці».
В 2001 р. захистив в Головній астрономічній обсерваторії НАН України кандидатську дисертацію 'Побудова моделей і оцінка геодинамічних параметрів за даними РНДБ спостережень' за спеціальністю «астрометрія і небесна механіка». Науковим керівником був Ярослав Яцків.
З вересня 2003 р. по травень 2009 р. працював в Головній астрономічній обсерваторії НАН України на посаді старшого наукового співробітника.
З червня 2009 р. працює науковцем в відділі Планетарної геодинаміки НАСА в м. Грінбелт.

## Основні публікації
Болотіна О. В., Самойленко О. М., Болотін С. Л., Козел В. Л. Дослідження нестабільності положення пунктів станції колокації «Сімеїз-Кацівелі»//Кинематика и физика небес. тел.-2008.-24, № 5-С. 388—400
Болотіна О. В., Самойленко О. М., Болотін С. Л., Литвин М. О., Козел В. Л. Дослідження динаміки геодезичних прив'язок станції колокації «Сімеїз — Кацівелі»// Бюлетень Українського центру визначення параметрів обертання Землі. — К.: Компанія ВАІТЕ. — 2007. — No 2. — С. 21-25.
Bolotin S., Gaiovitch I., Khoda O., Samoilenko A., Yatskiv Ya. GPS Observational Campaign in the Geodynamics Test Area «Simeiz–Katsiveli»: data processing and results // Додаток до журналу «Космическая наука и технология». — 1995. — Т. 1, №.2. — 16 с.